# زت (آلمان)
زت (به آلمانی: Seth) یک شهر در آلمان است که در زگه‌برگ واقع شده‌است. زت ۱٬۹۷۵ نفر جمعیت دارد.